# Hemelytroblatta marismortui
Hemelytroblatta marismortui är en kackerlacksart som först beskrevs av Oliver Erichson Janson 1891.  Hemelytroblatta marismortui ingår i släktet Hemelytroblatta och familjen Polyphagidae. Inga underarter finns listade i Catalogue of Life.